# Mariano Zukerfeld
Mariano Zukerfeld (* 16. Oktober 1976) ist ein argentinischer Sozialwissenschaftler.
Zukerfeld studierte Soziologie an der Universität Buenos Aires und promovierte in Sozialwissenschaften an der FLACSO Argentina. Er ist außerordentlicher Professor an der Universität Buenos Aires und Leiter des Teams für Technologie, Kapitalismus und Gesellschaft (e-TCS) am Zentrum für Wissenschaft, Technologie und Gesellschaft der Universität Maimónides, Argentinien. Er veröffentlicht zu geistigem Eigentum, digitalen Technologien sowie der Wissens- und Innovationsökonomie.
Gemäß Zukerfeld war die Aneignung von Arbeitskraft und physischem Material nie die einzige Wertquelle des Kapitalismus; vielmehr sei es unbezahltes oder unterbewertetes Wissen, das den Kern der kapitalistischen Wertproduktion ausmacht.

## Schriften (Auswahl)
- Capitalismo y Conocimiento: Materialismo Cognitivo, Propiedad Intelectual y Capitalismo Informacional. Dissertation. Buenos Aires: Facultad Latinoamericana de Ciencias Sociales, 2010.
- Las regulaciones del acceso a los conocimientos en el período preindustrial. Introducción a una sociología histórica de la propiedad intelectual. In: Redes, 17 (32), S. 17–37.
- Obreros de los bits: Conocimiento, trabajo y tecnologías digitales. Universidad Nacional de Quilmes, 2013. ISBN 978-987-558-286-6
- La piratería des-comunal: Los orígenes de la acumulación capitalista de conocimientos. In: Con-Ciencia Social, 2016 (20), 31-41.
- Knowledge in the Age of Digital Capitalism: An Introduction to Cognitive Materialism. London: University of Westminster Press, 2017. doi:10.16997/book3 Open Access
- Typologies of knowledge: A reexamination from the perspective of cognitive materialism. In: Prometheus, 35 (1), 3-20.
- Capítulo 1. Programa Conectar Igualdad: Un análisis de su impacto en la institución escolar desde el materialismo cognitivo. In: Diego Aguiar, Ana María Capuano und Ariel Hernán Vercelli (Hrsg.): Una política pública educativa en la era digital: El Programa Conectar Igualdad. Viedma: Editorial UNRN, 2019. doi:10.4000/books.eunrn.2417
- Mit Arwid Lund: Corporate Capitalism's Use of Openness: Profit for Free? Palgrave Macmillan Cham, 2020. doi:10.1007/978-3-030-28219-6
- Beiträge in: Santiago Liaudat: Stevia: Conocimiento, propiedad intelectual y acumulación de capital. Buenos Aires: Prometeo Editorial, 2021. ISBN 978-987-8451-10-7